# TV Menden
Der TV Menden 1907 e.V. ist ein deutscher Sportverein mit Sitz im Stadtbezirk Menden der nordrhein-westfälischen Stadt Sankt Augustin.

## Abteilungen

### Volleyball
Die erste Männer-Mannschaft stieg zur Saison 1984/85 in die 2. Bundesliga Nord auf. Am Ende der Spielzeit platzierte sich die Mannschaft mit 14:22 Punkten auf dem siebten Platz. Nach der Folgesaison konnte diese Positionierung dann mit 20:16 Punkten auf den fünften Platz verbessert werden. Nach der Saison 1987/88 musste die Mannschaft aber als Tabellenletzter wieder in die Regionalliga absteigen. 2002 wechselte das Regionalliga-Team zur SSF Fortuna Bonn und stieg 2003 in die zweite Bundesliga Nord auf.
Von 2008 bis 2019 bildete der TV Menden mit dem TSV Much und ab 2010 mit dem TuS Buisdorf die Spielgemeinschaft VC Menden-Much, die zunächst in der Oberliga und ab 2018 in der Regionalliga spielte. Nachdem der TV Menden 2019 die Spielgemeinschaft verlassen hatte, wurde die Mannschaft in Rhein-Sieg Volleys umbenannt.
Heutzutage existieren im aktiven Spielbetrieb nur noch zwei Frauen-Mannschaften, von denen die erste derzeit in der Landesliga spielt.